# Vadálló-kövek
A Vadálló-kövek a Visegrádi-hegységben található vulkanikus eredetű  sziklacsoport. A sziklaképződmény a Prédikálószékkel együtt a Duna–Ipoly Nemzeti Park fokozottan védett része, a Bioszféra-rezervátum magterülete. A sziklák alapkőzete andezit, amely a mintegy 12 millió évvel ezelőtti vulkanikus működés eredményeként jött létre. A meglehetősen omladékos és kies helyen lévő sziklaalakzatokat főleg a 20. század elején látogatták a magyar hegymászók mint mászóiskolát.

## Megközelítés
A látványosság közigazgatásilag Dömöshöz tartozik. A faluközpontból a Királykúti úton kell haladni, majd a Szőke-forrás-völgyén (Huzat-völgy) a sárga jelzésű turistaút visz a Szentfa-kápolnáig. Innen a piros háromszög jelölés vezet a sziklákhoz, ahonnan tovább haladhatunk felfelé a Prédikálószék irányába.

## Barlangjai
- Átjáró-barlang
- Fali-fülke
- Vadálló-kői-fülke

## Külső hivatkozások
- Túraleírás, képgaléria